# Conjunció lògica

Porta lògica AND

En matemàtiques, una conjunció lògica és un operador lògic que resulta veritable si els dos operadors són veritables.

## Definició
En lògica i matemàtiques, una conjunció és un "enunciat amb dos o més elements simultanis". Una làmpada elèctrica s'encén si hi ha corrent elèctric, l'interruptor està connectat, el fusible funciona correctament i la làmpada no està fosa. En qualsevol altre cas, la làmpada no s'encendrà.
Per a dos entrades A i B, la taula de veritat de la funció conjunció és:
{\displaystyle {\begin{array}{|c|c||c|}\hline A&B&A\land B\\\hline V&V&V\\V&F&F\\F&V&F\\F&F&F\\\hline \end{array}}}

## Símbol
El símbol matemàtic per la conjunció lògica varia en la literatura. A més d'utilitzar "I", el símbol en forma de {\displaystyle \land } és comunament utilitzat per a la conjunció. Per exemple:
{\displaystyle A\land B}
es llegeix com "A i B". Aquesta conjunció és certa si ambdues A i B són certes a la vegada. En la resta de casos, és falsa.
La noció equivalent en teoria de conjunts és la intersecció de conjunts.

## Operació amb bits
La conjunció és sovint utilitzada per a operacions amb bits. Per exemple:
- Zero i zero:

{\displaystyle 0\land 0=0\quad \longleftrightarrow \quad {\begin{array}{cc}&0\\\land &0\\\hline &0\\\end{array}}}
- Zero i u:

{\displaystyle 0\land 1=0\quad \longleftrightarrow \quad {\begin{array}{cc}&0\\\land &1\\\hline &0\\\end{array}}}
- U i zero:

{\displaystyle 1\land 0=0\quad \longleftrightarrow \quad {\begin{array}{cc}&1\\\land &0\\\hline &0\\\end{array}}}
- U i u:

{\displaystyle 1\land 1=1\quad \longleftrightarrow \quad {\begin{array}{cc}&1\\\land &1\\\hline &1\\\end{array}}}
- Per quatre bits:

{\displaystyle 1010\land 1100=1000\quad \longleftrightarrow \quad {\begin{array}{ccccc}&1&0&1&0\\\land &1&1&0&0\\\hline &1&0&0&0\\\end{array}}}